# Конкакафов златни куп 2017.
Конкакафов златни куп 2017. је било четрнаесто издање Златног купа, фудбалског шампионата Северне Америке, Централне Америке и Кариба (KОНKАKАФ), и укупно 24. регионално првенство Конкакафа од постојања. Турнир је одигран између 7. и 26. јула 2017. године у Сједињеним Државама.
Сједињене Државе су освојиле своју шесту титулу победом од 2 : 1 над Јамајком у финалу.

## Учесници финала
На турнир се квалификовало укупно дванаест екипа. Три места су додељена Северној Америци, четири Централној Америци, четири Карибима, а један победницима плеј-офа између две петопласиране екипе Карипске зоне и Централноамеричке зоне.
| Репрезентација                                                                           | Квалификација        | Наступи              | Задњи наступ         | Најбољи резултат                                                                | Фифина ранг-листа    |
| Северноамеричка зона                                                                     | Северноамеричка зона | Северноамеричка зона | Северноамеричка зона | Северноамеричка зона                                                            | Северноамеричка зона |
| ---------------------------------------------------------------------------------------- | -------------------- | -------------------- | -------------------- | ------------------------------------------------------------------------------- | -------------------- |
| Сједињене Државе                                                                         | Аутоматски           | 14. (16.)            | 2015.                | Шампион (1991., 2002., 2005., 2007., 2013.) Другопласирани (1989)               | 35.                  |
| Мексико (ТХ)                                                                             | Аутоматски           | 14. (22.)            | 2015.                | Шампион (1993., 1996, 1998, 2003., 2009, 2011) 2015) Шампион (1965, 1971, 1977) | 16.                  |
| Канада                                                                                   | Аутоматски           | 13. (16.)            | 2015                 | Шампион (2000) Шампион (1985)                                                   | 100.                 |
| Централноамеричка зона квалификован преко Копа Центроамерикана 2017.                     |                      |                      |                      |                                                                                 |                      |
| Хондурас                                                                                 | Победник             | 13. (19.)            | 2015.                | Другопласирани (1991) Шампион (1981.)                                           | 72.                  |
| Панама                                                                                   | Другопласирани       | 8. (9.)              | 2015.                | Другопласирани (2005, 2013)                                                     | 52.                  |
| Салвадор                                                                                 | Треће место          | 10. (16.)            | 2015.                | Четвртфинале (2002, 2003, 2011, 2013) Другопласирани (1963, 1981)               | 103.                 |
| Костарика                                                                                | Четврто место        | 13. (19.)            | 2015.                | Другопласирани (2002) Шампион (1963, 1969., 1989)                               | 26.                  |
| Карипска зона квалификован преко Купа Кариба 2017.                                       |                      |                      |                      |                                                                                 |                      |
| Курасао                                                                                  | Победник             | 1. (5.)1             | Нема                 | Деби Треће место (1963, 1969)                                                   | 68.                  |
| Јамајка                                                                                  | Другопласирани       | 10. (12.)            | 2015.                | Другопласирани (2015)                                                           | 76.                  |
| Француска Гвајана                                                                        | Треће место          | 1. (1.)              | Нема                 | Деби                                                                            | н/п2                 |
| Мартиник                                                                                 | Четврто место        | 5. (5.)              | 2013.                | Четвртфинале (2002)                                                             | н/п2                 |
| Победник плеј-офа између карипске зоне 4. место и централноамеричке зоне 5. место (2017) |                      |                      |                      |                                                                                 |                      |
| Никарагва                                                                                | Плеј-оф              | 2. (4.)              | 2009.                | Групна фаза (2009) Шесто место (1967)                                           | 105.                 |

Подебљано' означава да је одговарајући тим био домаћин догађаја.

1. Ово је био први наступ Курасаоа од распуштања Холандских Антила, као њеног директног наследника (у погледу чланства у фудбалским савезима), наследивши чланство бивше нације у ФИФА и такмичарски рекорд.

2. Француска Гвајана и Мартиник нису чланови ФИФА, па стога немају ФИФА ранг листу.

## Стадиони
Места одигравања утакмица су објављена 19. децембра 2016. године. Стадион Ливајс је најављен као место одржавања финала 1. фебруара 2017. године.
| Арлингтон                                             | Кливленд | Денвер | Фриско | Глендејл                                                 |
| ----------------------------------------------------- | --- | --- | --- | -------------------------------------------------------- |
| AT&T                                                  | Кливленд мунисипал | Емпауер филд | Стадион Тојота | Јуниверзити оф Финикс                                    |
| 32° 44′ 52″ N 97° 5′ 34″ W / 32.74778° С; 97.09278° З | 41° 30′ 22″ N 81° 41′ 58″ W / 41.50611° С; 81.69944° З | 39° 44′ 38″ N 105° 1′ 12″ W / 39.74389° С; 105.02000° З | 33° 9′ 16″ N 96° 50′ 7″ W / 33.15444° С; 96.83528° З | 33° 31′ 39″ N 112° 15′ 45″ W / 33.52750° С; 112.26250° З |
| Капацитет: 100.000                                    | Капацитет: 67.431 | Капацитет: 76.125 | Капацитет: 16.000 | Капацитет: 63.400                                        |
|                                                       | | | |                                                          |
| Харисон                                               | ПасаденаКливлендСанта КлараХарисонТампаДенверАрлингтонХјустонФрискоСан АнтониоФиладелфијаГлендејлСан ДијегоНешвил Групна фаза Четвртфинале Полуфинале Финале | ПасаденаКливлендСанта КлараХарисонТампаДенверАрлингтонХјустонФрискоСан АнтониоФиладелфијаГлендејлСан ДијегоНешвил Групна фаза Четвртфинале Полуфинале Финале | ПасаденаКливлендСанта КлараХарисонТампаДенверАрлингтонХјустонФрискоСан АнтониоФиладелфијаГлендејлСан ДијегоНешвил Групна фаза Четвртфинале Полуфинале Финале | Хјустон                                                  |
| Ред бул арена                                         | ПасаденаКливлендСанта КлараХарисонТампаДенверАрлингтонХјустонФрискоСан АнтониоФиладелфијаГлендејлСан ДијегоНешвил Групна фаза Четвртфинале Полуфинале Финале | ПасаденаКливлендСанта КлараХарисонТампаДенверАрлингтонХјустонФрискоСан АнтониоФиладелфијаГлендејлСан ДијегоНешвил Групна фаза Четвртфинале Полуфинале Финале | ПасаденаКливлендСанта КлараХарисонТампаДенверАрлингтонХјустонФрискоСан АнтониоФиладелфијаГлендејлСан ДијегоНешвил Групна фаза Четвртфинале Полуфинале Финале | ПНЦ                                                      |
| 40° 44′ 12″ N 74° 9′ 1″ W / 40.73667° С; 74.15028° З  | ПасаденаКливлендСанта КлараХарисонТампаДенверАрлингтонХјустонФрискоСан АнтониоФиладелфијаГлендејлСан ДијегоНешвил Групна фаза Четвртфинале Полуфинале Финале | ПасаденаКливлендСанта КлараХарисонТампаДенверАрлингтонХјустонФрискоСан АнтониоФиладелфијаГлендејлСан ДијегоНешвил Групна фаза Четвртфинале Полуфинале Финале | ПасаденаКливлендСанта КлараХарисонТампаДенверАрлингтонХјустонФрискоСан АнтониоФиладелфијаГлендејлСан ДијегоНешвил Групна фаза Четвртфинале Полуфинале Финале | 29° 45′ 8″ N 95° 21′ 9″ W / 29.75222° С; 95.35250° З     |
| Капацитет: 25.000                                     | ПасаденаКливлендСанта КлараХарисонТампаДенверАрлингтонХјустонФрискоСан АнтониоФиладелфијаГлендејлСан ДијегоНешвил Групна фаза Четвртфинале Полуфинале Финале | ПасаденаКливлендСанта КлараХарисонТампаДенверАрлингтонХјустонФрискоСан АнтониоФиладелфијаГлендејлСан ДијегоНешвил Групна фаза Четвртфинале Полуфинале Финале | ПасаденаКливлендСанта КлараХарисонТампаДенверАрлингтонХјустонФрискоСан АнтониоФиладелфијаГлендејлСан ДијегоНешвил Групна фаза Четвртфинале Полуфинале Финале | Капацитет: 22.000                                        |
|                                                       | ПасаденаКливлендСанта КлараХарисонТампаДенверАрлингтонХјустонФрискоСан АнтониоФиладелфијаГлендејлСан ДијегоНешвил Групна фаза Четвртфинале Полуфинале Финале | ПасаденаКливлендСанта КлараХарисонТампаДенверАрлингтонХјустонФрискоСан АнтониоФиладелфијаГлендејлСан ДијегоНешвил Групна фаза Четвртфинале Полуфинале Финале | ПасаденаКливлендСанта КлараХарисонТампаДенверАрлингтонХјустонФрискоСан АнтониоФиладелфијаГлендејлСан ДијегоНешвил Групна фаза Четвртфинале Полуфинале Финале |                                                          |
| Нешвил                                                | ПасаденаКливлендСанта КлараХарисонТампаДенверАрлингтонХјустонФрискоСан АнтониоФиладелфијаГлендејлСан ДијегоНешвил Групна фаза Четвртфинале Полуфинале Финале | ПасаденаКливлендСанта КлараХарисонТампаДенверАрлингтонХјустонФрискоСан АнтониоФиладелфијаГлендејлСан ДијегоНешвил Групна фаза Четвртфинале Полуфинале Финале | ПасаденаКливлендСанта КлараХарисонТампаДенверАрлингтонХјустонФрискоСан АнтониоФиладелфијаГлендејлСан ДијегоНешвил Групна фаза Четвртфинале Полуфинале Финале | Пасадена                                                 |
| Стадион Нисан (Нешвил)                                | ПасаденаКливлендСанта КлараХарисонТампаДенверАрлингтонХјустонФрискоСан АнтониоФиладелфијаГлендејлСан ДијегоНешвил Групна фаза Четвртфинале Полуфинале Финале | ПасаденаКливлендСанта КлараХарисонТампаДенверАрлингтонХјустонФрискоСан АнтониоФиладелфијаГлендејлСан ДијегоНешвил Групна фаза Четвртфинале Полуфинале Финале | ПасаденаКливлендСанта КлараХарисонТампаДенверАрлингтонХјустонФрискоСан АнтониоФиладелфијаГлендејлСан ДијегоНешвил Групна фаза Четвртфинале Полуфинале Финале | Роуз боул                                                |
| 36° 9′ 59″ N 86° 46′ 17″ W / 36.16639° С; 86.77139° З | ПасаденаКливлендСанта КлараХарисонТампаДенверАрлингтонХјустонФрискоСан АнтониоФиладелфијаГлендејлСан ДијегоНешвил Групна фаза Четвртфинале Полуфинале Финале | ПасаденаКливлендСанта КлараХарисонТампаДенверАрлингтонХјустонФрискоСан АнтониоФиладелфијаГлендејлСан ДијегоНешвил Групна фаза Четвртфинале Полуфинале Финале | ПасаденаКливлендСанта КлараХарисонТампаДенверАрлингтонХјустонФрискоСан АнтониоФиладелфијаГлендејлСан ДијегоНешвил Групна фаза Четвртфинале Полуфинале Финале | 34° 9′ 41″ N 118° 10′ 3″ W / 34.16139° С; 118.16750° З   |
| Капацитет: 69.000                                     | ПасаденаКливлендСанта КлараХарисонТампаДенверАрлингтонХјустонФрискоСан АнтониоФиладелфијаГлендејлСан ДијегоНешвил Групна фаза Четвртфинале Полуфинале Финале | ПасаденаКливлендСанта КлараХарисонТампаДенверАрлингтонХјустонФрискоСан АнтониоФиладелфијаГлендејлСан ДијегоНешвил Групна фаза Четвртфинале Полуфинале Финале | ПасаденаКливлендСанта КлараХарисонТампаДенверАрлингтонХјустонФрискоСан АнтониоФиладелфијаГлендејлСан ДијегоНешвил Групна фаза Четвртфинале Полуфинале Финале | Капацитет: 90.000                                        |
|                                                       | ПасаденаКливлендСанта КлараХарисонТампаДенверАрлингтонХјустонФрискоСан АнтониоФиладелфијаГлендејлСан ДијегоНешвил Групна фаза Четвртфинале Полуфинале Финале | ПасаденаКливлендСанта КлараХарисонТампаДенверАрлингтонХјустонФрискоСан АнтониоФиладелфијаГлендејлСан ДијегоНешвил Групна фаза Четвртфинале Полуфинале Финале | ПасаденаКливлендСанта КлараХарисонТампаДенверАрлингтонХјустонФрискоСан АнтониоФиладелфијаГлендејлСан ДијегоНешвил Групна фаза Четвртфинале Полуфинале Финале |                                                          |
| Филаделфија                                           | Сан Антонио | Сан Дијего | Санта Клара | Тампа                                                    |
| Линколн фајнаншиал                                    | Аламодоум | Сан Дијего | Ливајс | Рејмонд Џејмс                                            |
| 39° 54′ 3″ N 75° 10′ 3″ W / 39.90083° С; 75.16750° З  | 29° 25′ 1″ N 98° 28′ 44″ W / 29.41694° С; 98.47889° З | 32° 46′ 59″ N 117° 7′ 10″ W / 32.78306° С; 117.11944° З | 37° 24′ 11″ N 121° 58′ 12″ W / 37.40306° С; 121.97000° З | 27° 58′ 33″ N 82° 30′ 12″ W / 27.97583° С; 82.50333° З   |
| Капацитет: 69.596                                     | Капацитет: 65.000 | Капацитет: 70.561 | Капацитет: 68.500 | Капацитет: 65.890                                        |
|                                                       | | | |                                                          |

Белешка
1. 1 2 3 4  Ово је био први пут да је стадион био домаћин утакмице Златног купа.

## Одређивање група
Сједињене Државе и Мексико су 19. децембра 2016. објављени као носиоци Групе Б и Ц. Хондурас, освајач титуле Копа Центроамерикана 2017. проглашен је за носиоца у Групе А, 14. фебруара 2017. године. Групе и распоред утакмица објављени су 7. марта 2017. у 10:00 ПСТ (УТЦ−8), на стадиону Ливајс у Санта Клари, Калифорнија. У време објављивања, 11 од 12 квалификованих тимова је било познато, а идентитет победника плеј-офа КФС–УНКАФ још није познат.
| Група А | Хондурас         |
| Група Б | Сједињене Државе |
| Група Ц | Мексико          |

## Састави
Дванаест репрезентација укључених у турнир је требало да региструју тим од 23 играча, само играчи из ових екипа су имали право да учествују на турниру.
Привремени списак од четрдесет играча по репрезентацији достављен је Конкакафу до 2. јуна 2017. Коначан списак од 23 играча по репрезентацији достављен је Конкакафу до 27. јуна 2017. Три играча по националном тиму су морала да буду голмани.
Национални тимови који су стигли до четвртфиналне фазе могли су да замене до шест, са шест играча са привремене листе у року од 24 сата од њихове финалне утакмице групне фазе.

## Групна фаза
У четвртфинале су се пласирале две најбоље екипе из сваке групе и две најбоље трећепласиране екипе. Сва наведена времена утакмица су по источном летњем времену (ЕДТ).
Пласман сваке екипе у свакој групи одређен је на следећи начин:
1. Највећи број поена добијен у групним утакмицама
2. Гол разлика у свим утакмицама у групи
3. Највећи број постигнутих голова у свим групним утакмицама
4. Највећи број бодова добијен у групним утакмицама између дотичних тимова;
5. Извлачење жреба од стране Комисије за Златни куп

### Група А
| Поз | Репрезентација    | Ута. | Поб. | Нер. | Изг. | ГД | ГП | ГР | Бод. |
| --- | ----------------- | ---- | ---- | ---- | ---- | -- | -- | -- | ---- |
| 1   | Костарика         | 3    | 2    | 1    | 0    | 5  | 1  | +4 | 7    |
| 2   | Канада            | 3    | 1    | 2    | 0    | 5  | 3  | +2 | 5    |
| 3   | Хондурас          | 3    | 1    | 1    | 1    | 3  | 1  | +2 | 4    |
| 4   | Француска Гвајана | 3    | 0    | 0    | 3    | 2  | 10 | –8 | 0    |

| Француска Гвајана                  | 2 : 4    | Канада                                                          |
| ---------------------------------- | -------- | --------------------------------------------------------------- |
| Рој Контоут 69’ · Слон Прајват 70’ | Извештај | 28’ Дејан Јаковић · 45+2’ Скот Арфилд · 60’, 85’ Алфонсо Дејвис |

| Хондурас | 0 : 1    | Костарика       |
| -------- | -------- | --------------- |
|          | Извештај | 39’ Марко Урења |

| Костарика           | 1 : 1    | Канада             |
| ------------------- | -------- | ------------------ |
| Франсиско Калво 42’ | Извештај | 26’ Алфонсо Дејвис |

| Хондурас | 3 : 0    | Француска Гвајана |
| -------- | -------- | ----------------- |
|          | Извештај |                   |

| Костарика                                                  | 3 : 0    | Француска Гвајана |
| ---------------------------------------------------------- | -------- | ----------------- |
| Освалдо Родригез 4’ · Харолд Валас 79’ · Давид Рамирез 83’ | Извештај |                   |

| Канада | 0 : 0    | Хондурас |
| ------ | -------- | -------- |
|        | Извештај |          |

### Група Б
| Поз | Репрезентација   | Ута. | Поб. | Нер. | Изг. | ГД | ГП | ГР | Бод. |
| --- | ---------------- | ---- | ---- | ---- | ---- | -- | -- | -- | ---- |
| 1   | Сједињене Државе | 3    | 2    | 1    | 0    | 7  | 3  | +4 | 7    |
| 2   | Панама           | 3    | 2    | 1    | 0    | 6  | 2  | +4 | 7    |
| 3   | Мартиник         | 3    | 1    | 0    | 2    | 4  | 6  | –2 | 3    |
| 4   | Никарагва        | 3    | 0    | 0    | 3    | 1  | 7  | –6 | 0    |

| Сједињене Државе | 1 : 1    | Панама            |
| ---------------- | -------- | ----------------- |
| Дом Двајер 50’   | Извештај | 60’ Мигел Камарго |

| [[Фудбалска репрезентација Мартиника {{{altlink2}}}\|Мартиник]] | 2 : 0    | Никарагва |
| --------------------------------------------------------------- | -------- | --------- |
| Кевин Парсмејн 35’ · Стивен Лангил 66’                          | Извештај |           |

| Панама                                | 2 : 1    | Никарагва           |
| ------------------------------------- | -------- | ------------------- |
| Исмаел Дијаз 50’ · Габријел Торес 57’ | Извештај | 48’ Карлос Чаварија |

| Сједињене Државе                          | 3 : 2    | Мартиник                |
| ----------------------------------------- | -------- | ----------------------- |
| Омар Гонзалез 54’ · Џордан Морис 64’, 76’ | Извештај | 66’, 76’ Кевин Парсмејн |

| Панама                                                     | 3 : 0    | Мартиник |
| ---------------------------------------------------------- | -------- | -------- |
| Михаел Муриљо 44’ · Абдијел Аројо 60’ · Габријел Торес 67’ | Извештај |          |

| Никарагва | 0 : 3    | Сједињене Државе                                |
| --------- | -------- | ----------------------------------------------- |
|           | Извештај | 36’ Џо Корона · 56’ [Келин Роу · 88’ Мат Миазга |

### Група Ц
| Поз | Репрезентација | Ута. | Поб. | Нер. | Изг. | ГД | ГП | ГР | Бод. |
| --- | -------------- | ---- | ---- | ---- | ---- | -- | -- | -- | ---- |
| 1   | Мексико        | 3    | 2    | 1    | 0    | 5  | 1  | +4 | 7    |
| 2   | Јамајка        | 3    | 1    | 2    | 0    | 3  | 1  | +2 | 5    |
| 3   | Салвадор       | 3    | 1    | 1    | 1    | 4  | 4  | 0  | 4    |
| 4   | Курасао        | 3    | 0    | 0    | 3    | 0  | 6  | –6 | 0    |

| Курасао | 0 : 2    | Јамајка                                 |
| ------- | -------- | --------------------------------------- |
|         | Извештај | 58’ Ромарио Вилијамс · 73’ Дарен Матокс |

| Мексико                                                     | 3 : 1    | Салвадор          |
| ----------------------------------------------------------- | -------- | ----------------- |
| Едгардо Марин 8’ · Елијас Ернандез 29’ · Орбелин Пинеда 55’ | Извештај | 10’ Нелсон Бониља |

| Салвадор                              | 2 : 0    | Курасао |
| ------------------------------------- | -------- | ------- |
| Герсон Мајен 21’ · Родолфо Зелаја 24’ | Извештај |         |

| Мексико | 0 : 0    | Јамајка |
| ------- | -------- | ------- |
|         | Извештај |         |

| Јамајка                 | 1 : 1    | Салвадор          |
| ----------------------- | -------- | ----------------- |
| Дарен Матокс 64’ (пен.) | Извештај | 15’ Нелсон Бониља |

| Курасао | 0 : 2    | Мексико                                   |
| ------- | -------- | ----------------------------------------- |
|         | Извештај | 22’ Анхел Сепулведа · 90+1’ Едсон Алварез |

### Рангирање трећепласираних репрезентација
| Pos | Г | Тим      | О | П | Н | И | ГД | ГП | ГР | Бод. | Qualification         |
| --- | - | -------- | - | - | - | - | -- | -- | -- | ---- | --------------------- |
| 1   | A | Хондурас | 3 | 1 | 1 | 1 | 3  | 1  | +2 | 4    | Кв. се за Нокаут фазу |
| 2   | Ц | Салвадор | 3 | 1 | 1 | 1 | 4  | 4  | 0  | 4    | Кв. се за Нокаут фазу |
| 3   | Б | Мартиник | 3 | 1 | 0 | 2 | 4  | 6  | −2 | 3    |                       |

## Нокаут фаза
У нокаут фази, осам тимова је играло турнир са једном елиминацијом, по следећим правилима:
- У четвртфиналу тимови из исте групе нису могли да играју међусобно.
- У свим мечевима, ако је било нерешено после 90 минута, играло се 30 минута надокнаде. Ако се после продужетака и даље изједначи, победник је коришћен извођењем једанаестераца.

За разлику од претходног издања такмичења, није било плеј-офа за треће место
|  | Четвртфинале          | Четвртфинале       |                       |   | Полуфинале | Полуфинале |  |  | Финале | Финале |
|  |                       |                    |                       |   |            |            |  |  |        |        |
|  | 19. јул – Филаделфија |                    |                       |   |            |            |  |  |        |        |
|  |                       |                    |                       |   |            |            |  |  |        |        |
|  | Костарика             | 1                  |                       |   |            |            |  |  |        |        |
|  | Костарика             | 1                  | 22. јул – Арлингтон   |   |            |            |  |  |        |        |
|  | Панама                | 0                  |                       |   |            |            |  |  |        |        |
|  | Панама                | 0                  | Костарика             | 0 |            |            |  |  |        |        |
|  | 19. јул – Филаделфија |                    | Костарика             | 0 |            |            |  |  |        |        |
|  |                       | Сједињене Државе   | 2                     |   |            |            |  |  |        |        |
|  | Сједињене Државе      | Сједињене Државе   | 2                     | 2 |            |            |  |  |        |        |
|  | Сједињене Државе      |                    | 26. јул – Санта Клара | 2 |            |            |  |  |        |        |
|  | Салвадор              | 0                  |                       |   |            |            |  |  |        |        |
|  | Салвадор              | 0                  | Сједињене Државе      | 2 |            |            |  |  |        |        |
|  | 20. јул – Глендејл    |                    | Сједињене Државе      | 2 |            |            |  |  |        |        |
|  |                       | Јамајка            | 1                     |   |            |            |  |  |        |        |
|  | Мексико               | Јамајка            | 1                     | 1 |            |            |  |  |        |        |
|  | Мексико               | 23. јул – Пасадена |                       | 1 |            |            |  |  |        |        |
|  | Хондурас              | 0                  |                       |   |            |            |  |  |        |        |
|  | Хондурас              | 0                  | Мексико               | 0 |            |            |  |  |        |        |
|  | 20. јул – Глендејл    |                    | Мексико               | 0 |            |            |  |  |        |        |
|  |                       | Јамајка            | 1                     |   |            |            |  |  |        |        |
|  | Јамајка               | Јамајка            | 1                     | 2 |            |            |  |  |        |        |
|  | Јамајка               |                    |                       | 2 |            |            |  |  |        |        |
|  | Канада                | 1                  |                       |   |            |            |  |  |        |        |
|  | Канада                | 1                  |                       |   |            |            |  |  |        |        |

### Четвртфинале
| Костарика               | 1 : 0    | Панама |
| ----------------------- | -------- | ------ |
| Анибал Годој 77’ (а.г.) | Извештај |        |

| Сједињене Државе                     | 2 : 0    | Салвадор |
| ------------------------------------ | -------- | -------- |
| Омар Гонзалез 41’ · Ерик Лихај 45+2’ | Извештај |          |

| Мексико           | 1 : 0    | Хондурас |
| ----------------- | -------- | -------- |
| Родолфо Пизаро 4’ | Извештај |          |

| Јамајка                               | 2 : 1    | Канада            |
| ------------------------------------- | -------- | ----------------- |
| Шон Франсис 6’ · Ромарио Вилијамс 50’ | Извештај | 61’ Џуниор Хојлет |

### Полуфинале
| Костарика | 0 : 2    | Сједињене Државе                    |
| --------- | -------- | ----------------------------------- |
|           | Извештај | 72’ Џози Алтидор · 82’ Клинт Демпси |

| Мексико | 0 : 1    | Јамајка          |
| ------- | -------- | ---------------- |
|         | Извештај | 88’ Кемар Лоренс |

### Финале
| Сједињене Државе                      | 2 : 1    | Јамајка           |
| ------------------------------------- | -------- | ----------------- |
| - Џози Алтидор 45’ - Џордан Морис 88’ | Извештај | Џе-Ван Вотсон 50’ |

| САД | Јамајка |

## Статистика

### Голгетери
Укупно је постигнуто  55 голова у 25 утакмица, с просеком од 2.2 гола по утакмици.
3 гола
- Алфонсо Дејвис
- Кевин Парсмејн
- Џордан Морис

### Достигнућа
| Најбољи играч Мајкл Бредли | Победник Конкакафовог златног купа 2017. САД 6° титула | Најбољи стрелац Алфонсо Дејвис Кевин Парсмејн Џордан Морис (по 3. голова) |